# آشپزی مالدیوی

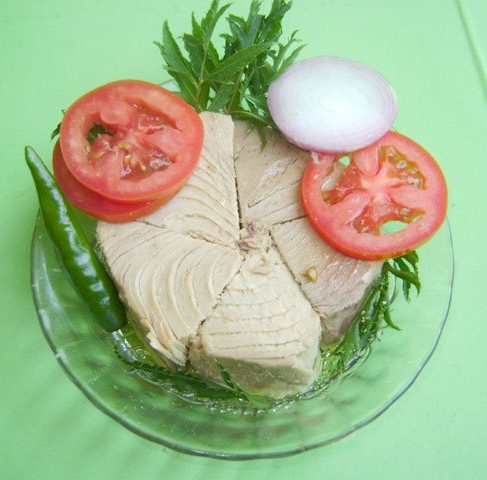
ماهی تن یکی از مواد اصلی در بسیاری از غذاهاست.

آشپزی مالدیوی (انگلیسی: Maldivian cuisine)، آشپزی ملی در کشور مالدیو و جزیره مینیکوی هند است. نارگیل، ماهی، نشاسته و مشتقات آن ها سه ماده غذایی اصلی در آشپزی سنتی مالدیوی است.